# 黄真伊
黄 真伊（こう しんい、ファン・ジニ、황진이）、約1506年 - 1567年頃）は、中宗の治世中に松都（現在の開城）で活躍した李氏朝鮮で最も有名な妓生。妓名は明月（명월）。並外れた美貌と、迅速な機知、群を抜いた知性により有名であった。その人生は映画、テレビドラマ、オペラ、および多くの小説の題材となり、神話的にさえなった。徐敬徳、朴淵瀑布とともに「松都三絶」といわれる。

## 生涯
母親の英才教育を受け、7歳で難しい漢字を覚え始め、9歳になると自ら漢詩を作るようになったと言われている。
ある日、1人の青年が黄真伊に恋をしてしまうが、身分の違いから叶わないことを悟り自殺する。その青年の遺体を棺に入れて墓場まで台車で運ぶ際に、黄真伊の家の前で止まった。それを聞いた黄真伊は自分の服を棺にかけると、動かなかった棺が動き始めたという。この出来事が契機となって、黄真伊は妓生になったと言われている。
死を予感するようになると、自分のような女性が出ないように「自分が死んだら死体を棺に入れず、蟻やトンビの餌にして、女性たちの戒めとするように」と遺言したと言われている。

## 作品
今日わずかな時調と玄琴の断片のみしか存在しないが、それらには詩と音楽をアレンジする熟練した技能が示されている。彼女の時調にはしばしば松都の山水の美、有名な満月台と朴淵瀑布が描写されている。他にほのめかされているのは、彼女の失われた恋人に関する悲劇である。いくつかは、多くの有名な古典的な漢詩や文学へのオマージュとなっており、それらの大部分には失恋に関する考察がある。

## 大衆文化
20世紀後半になって、黄真伊の物語は朝鮮半島南北から注目され始めた。その人生はフィクション、映画、およびオペラなどのメディアにより取り上げられた。小説では北朝鮮の作家ホン・ソクジュン（홍석중）による2002年のものがあり、それは韓国で賞を受賞した最初の北朝鮮の小説となった。他に、韓国の作家チョン・ギョンリン（전경린）による2004年の小説はベストセラーとなった。2006年後半に、KBS はハ・ジウォンを主演とするテレビドラマ、『ファン・ジニ』（原作キム・タクファン、김탁환）を放映した。そしてソン・ヘギョを主演とする映画『ファン・ジニ 映画版』（原作ホン・ソクチュン、홍석중）が2007年6月6日に公開された。